# 열쇠 없는 상자
〈열쇠 없는 상자〉(일본어: 鍵のない箱 카기노나이하코[*])는 KinKi Kids의 34번째 싱글이다.

## 개요
전작 〈아직 눈물이 되지 않은 슬픔이/향기로운 사랑도 언젠가 지는 법〉 이래, 약 1년 1개월 만의 싱글이다.

## 수록곡

### 초회반 A
CD
1. 鍵のない箱 / 열쇠 없는 상자
작사: 마츠이 고로 / 작곡: 카토 유스케 / 편곡: 스즈키 마사야 / 코러스 어레인지: Ko-saku
2. 鍵のない箱 -Backing Track-

DVD
1. 〈鍵のない箱〉 Music Clip & Making

### 초회반 B
CD
1. 鍵のない箱 / 열쇠 없는 상자
2. キラメキニシス / 키라메키니시스
작사·작곡: 도지마 코헤이 / 편곡: CHOKKAKU / 코러스 어레인지: Ko-saku

DVD
1. 〈鍵のない箱〉 Music Clip Another Ver. & Making

### 통상반
1. 鍵のない箱 / 열쇠 없는 상자
2. No More Tears
작사: 오카다 마리아 / 작곡·편곡: DJ YOI, 와다 마사야
3. blue new moon
작사: ans. / 작곡: YUMA / 편곡: HΛL, furani / 코러스 어레인지: 오다와라 토모히로